# Estadio Al-Hassan
El Estadio Al-Hassan (en árabe: ستاد مدينة الحسن) es un estadio multiusos ubicado en la ciudad de Irbid, Jordania. Es utilizado para partidos de fútbol y competencias atléticas. Fue inaugurado en 1971 y ha sido sometido a diversas obras de renovación y ampliación de capacidad, posee actualmente una capacidad para 15.000 personas.
Es utilizado por los clubes de fútbol Al-Hussein Irbid, Al-Sareeh SC, Al-Sheikh Hussein FC que disputan la Liga de fútbol de Jordania.